# Stockholms-stocken

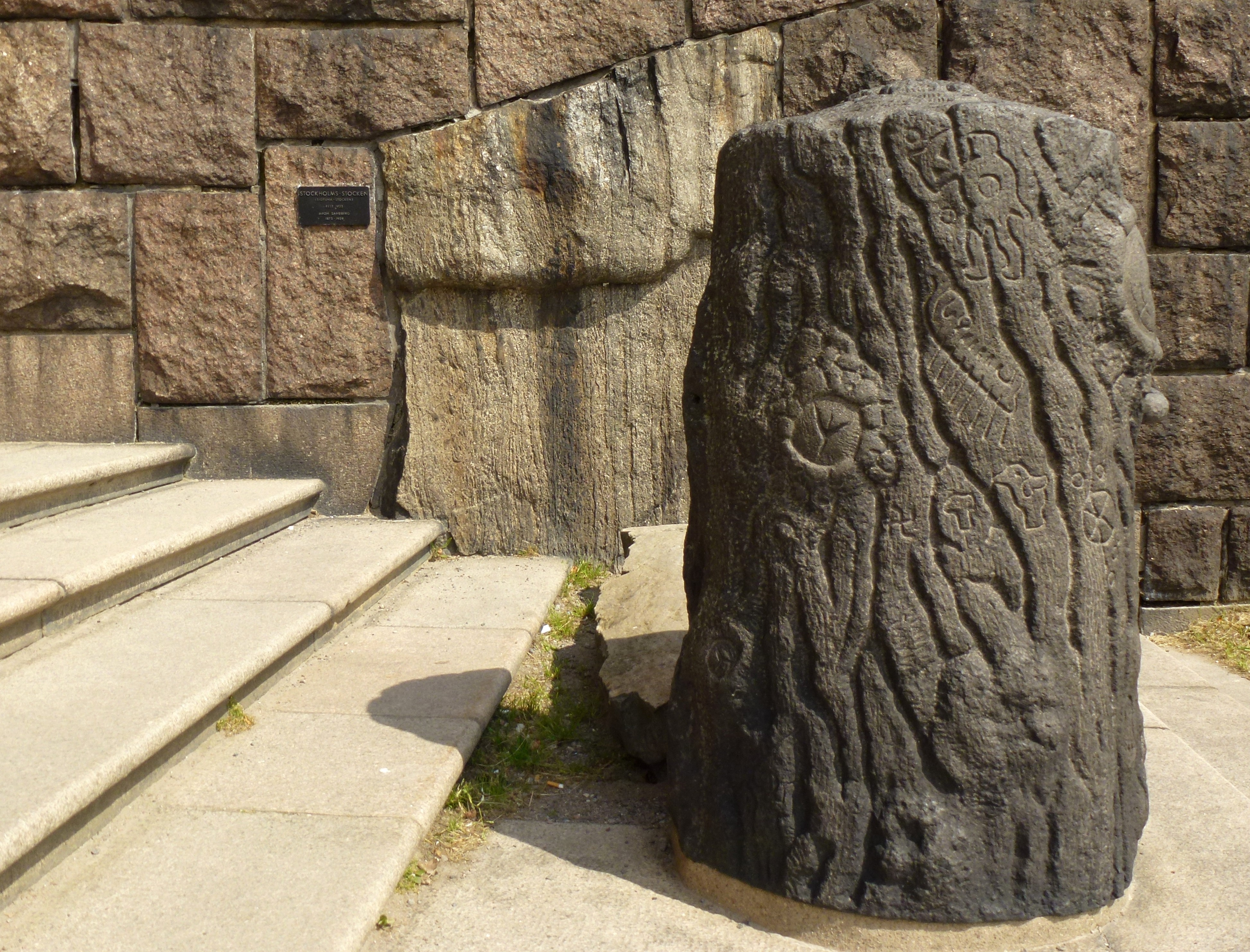
Stockholms-stocken 2012.

Stockholms-stocken (även Sigtuna-stocken) är en skulptur som skapades av 1923 av Aron Sandberg. Stockholms-stocken står i Stadshusparken nedanför Stockholms stadshus.

## Bakgrund
Enligt en sägen om namnet "Stockholms" uppkomst skulle överlevande från det av karelska eller estniska krigare år 1187 brända Sigtuna låtit en ekstock flyta före sina båtar. Allt som Sigtunaborna hade kvar i form av mynt, guld, silver och smycken hade de gömt i denna ekstock. Där stocken kom iland bestämde de sig att bosätta sig. Platsen gavs sedan namnet "Stockholmen" och avser nuvarande Riddarholmen.

## Stockholms-stocken /  Sigtuna-stocken
Redan 1914 hade stadshusarkitekten Ragnar Östberg planer på att placera en gammal ekstock, troligen härrörande från norra porten på Helgeandsholmen, i stadshustornets första våning. Men sedan fick Aron Sandberg uppdraget att skulptera en ekstock i stället. Som en påminnelse om stockholmsnamnets sägen skapade Sandberg sin tolkning av stockholmsstocken. Den visar en cirka 1,2 meter hög, stående stock, huggen i diabas. Utöver en kraftig accentuerad bark finns på stocken en rad forntidsinspirerade ristningar, bland annat en jägare eller krigare, en vikingabåt, ett hakkors, en fågel och solhjulet. Till skulpturen hör även en stenhäll på marken och en klippa som är inarbetad i stödmuren för Birgerskansen bakom konstverket.

## Detaljer

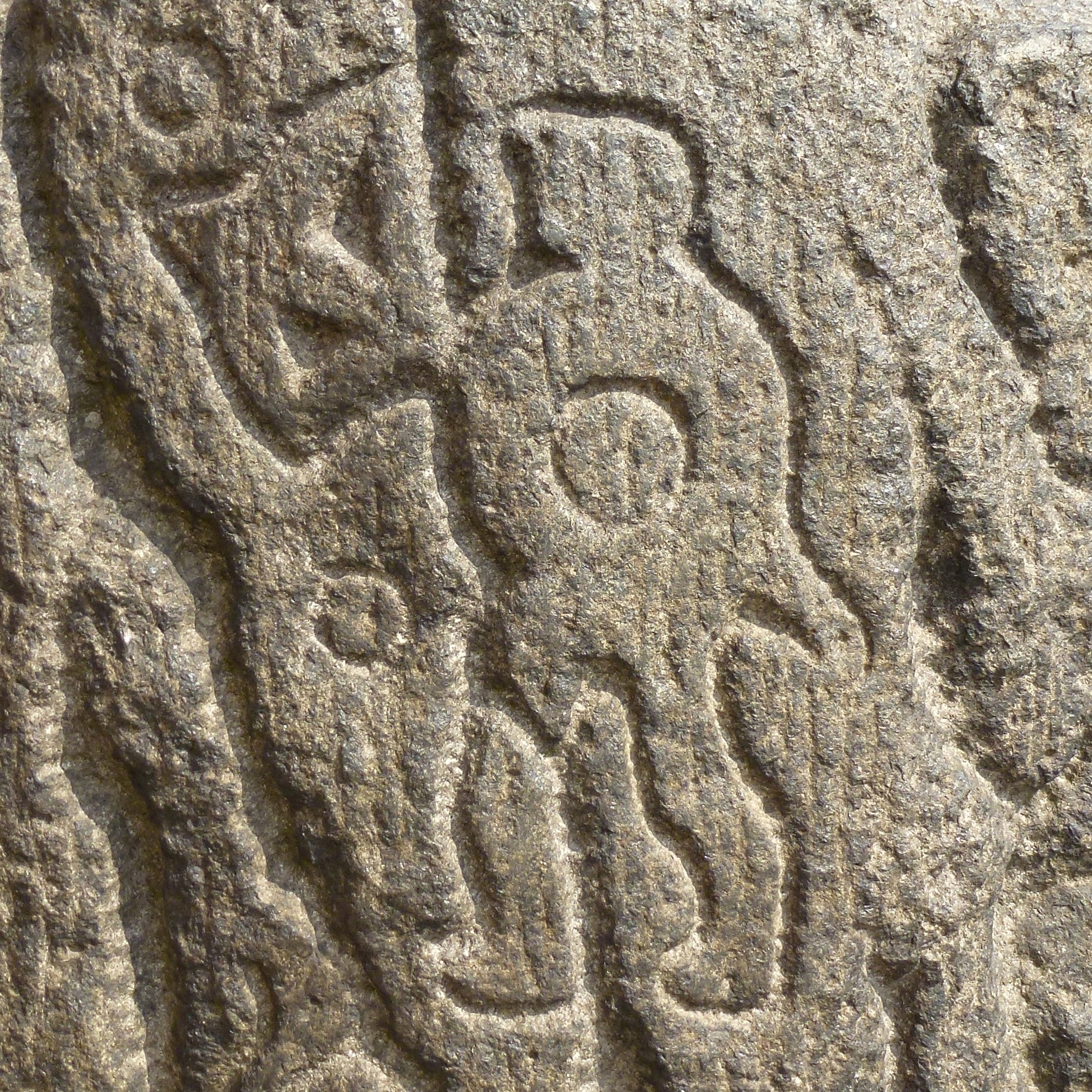
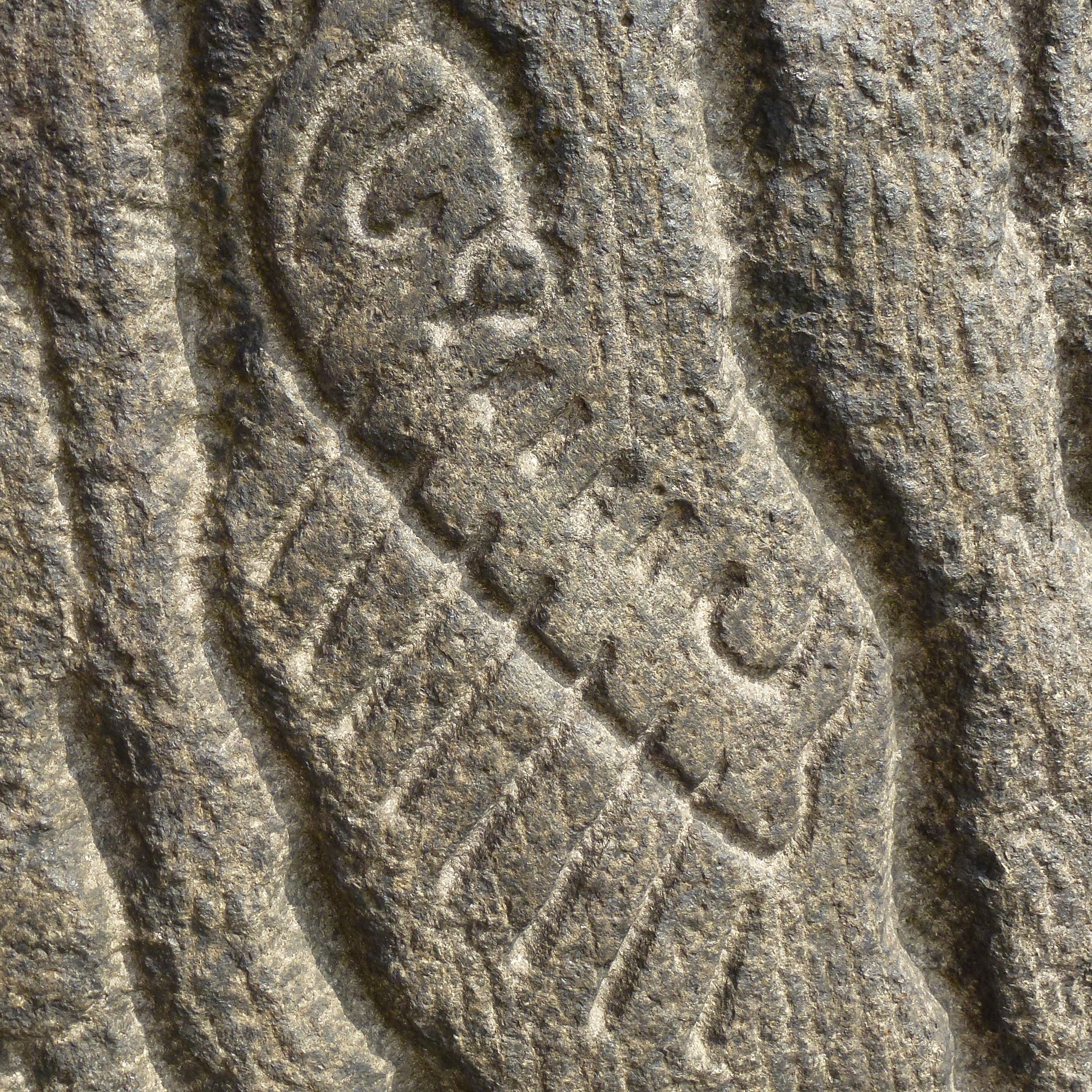
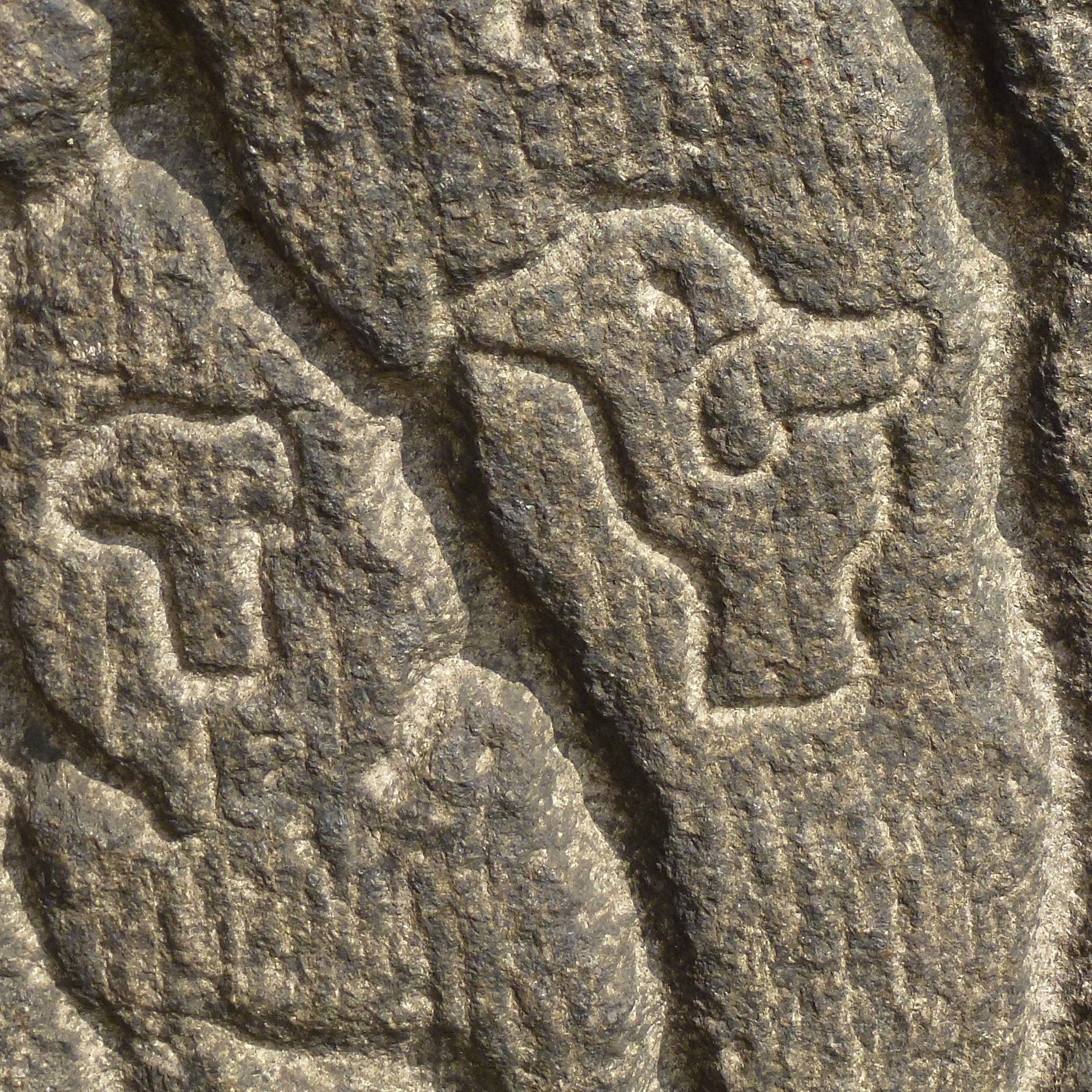
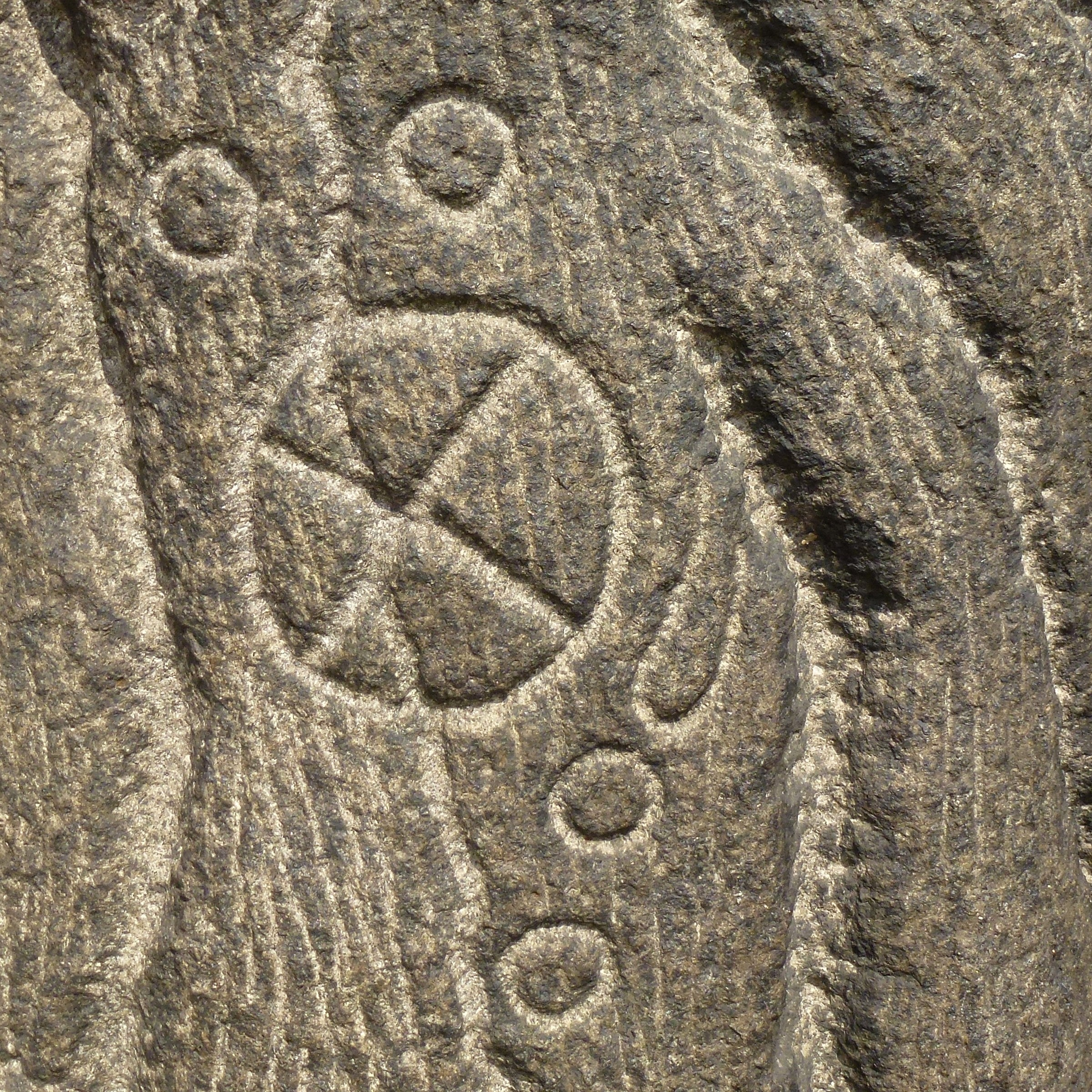